# Olympische Winterspiele 2006/Teilnehmer (Südafrika)
| Gelbes Symbol für Goldmedaillen mit stilisierten Olympischen Ringen | Graues Symbol für Silbermedaillen mit stilisierten Olympischen Ringen | Braundes Symbol für Bronzemedaillen mit stilisierten Olympischen Ringen |
| ------------------------------------------------------------------- | --------------------------------------------------------------------- | ----------------------------------------------------------------------- |
| —                                                                   | —                                                                     | —                                                                       |

Südafrika nahm an den Olympischen Winterspielen 2006 im italienischen Turin mit drei Athleten teil.

## Flaggenträger
Der alpine Skirennläufer Alexander Heath trug die Flagge Südafrikas während der Eröffnungsfeier, bei der Schlussfeier wurde sie von Tyler Botha getragen.

## Teilnehmer nach Sportarten

### Skeleton
- Tyler Botha
Herren, 21. Platz; 2:00,06 min; +4,18 s

### Ski alpin
- Alexander Heath
Abfahrt, Männer: 52. Platz – 1:59,79 min
Alpine Kombination, Männer: ausgeschieden im Slalom (1. Lauf)

### Ski nordisch
- Oliver Kraas
15 km Klassisch: DNF (Skibruch)
Sprint Skating: Platz 57 (von 80 Startern)
50 km Skating Massenstart: DNF